# Delphinium shawurense
Delphinium shawurense är en ranunkelväxtart som beskrevs av Wen Tsai Wang. Delphinium shawurense ingår i släktet storriddarsporrar, och familjen ranunkelväxter.

## Underarter
Arten delas in i följande underarter:
- D. s. albiflorum
- D. s. pseudoaemulans